# Distrito de Huandoval
El Distrito de Huandoval es uno de los once distritos de la Provincia de Pallasca, ubicada en el Departamento de Ancash, Perú.

## Historia
Fue creado como distrito el 9 de marzo de 1923, en el gobierno del Presidente Augusto B. Leguía. 

## Geografía
La población del Distrito de Huandoval alcanza 5 300  habitantes. El distrito cuenta con baños termales y vestigios históricos, como sus Monolitos y el Castillo de Puca, además de lo más bello: 8 lagunas y el callejón de Pusacocha.

## Autoridades Municipales
- 26/11/2024 - 31/12/2026
  - Alcalde: María Estela Custodio Reyes, del [Movimiento Regional El Maicito].
  - Regidores: Luis Enrique Garay Miniano (El Maicito), Zoila Yanela Izaguirre Fernandez (El Maicito), Sixto Manrique Miranda (El Maicito), Celheny Margarita Heredia Remigio (RP), Federico Sebastian Santos Remigio (RP)
- 01/01/2023 - 25/11/2024
  - Alcalde: Pedro León Paredes Tadey, del [Movimiento Regional El Maicito].
- 01/01/2019 - 31/12/2022
  - Alcalde: Ángel Arturo Rosales Heredia
- 01/01/2015 - 31/12/2018
  - Alcalde: Lucio Jorge Izaguirre Valencia
- 01/01/2011 - 31/12/2014[1]
  - Alcalde: Pedro León Paredes Tadey, del Partido Aprista Peruano (PAP).
  - Regidores: Porfirio Antenor Heredia López (PAP),  Francisco Confesor Aguilar Soria (PAP), María Estela Custodio Reyes (PAP),  Alvino Evangelista Ávila (PAP),  Andrés Porfirio Evangelista Manrique (Movimiento regional independiente Cuenta Conmingo).
- 2007 - 2010
  - Alcalde: Manuel Alberto Paredes Reyes
- 01/01/2003 - 31/12/2006
  - Alcalde: Felipe Santiago Custodio Reyes
- 01/01/1999 - 31/12/2002
  - Alcalde: Augusto Vásquez Heredia
- 01/01/1996 - 31/12/1998
  - Alcalde: Manuel Alberto Paredes Reyes

## Festividades
Sus festividades patronales son en honor a Santa Rosa de Lima y  a su patrón, San Agustín.